# Bő
Bő (em croata: Biba) é um município da Hungria, situado no condado de Vas. Tem 10,65 km² de área e sua população em 2015 foi estimada em 728 habitantes.